# Mosty (SIMC 0383923)
Mosty – osada leśna w Polsce, położona w województwie lubelskim, w powiecie kraśnickim, w gminie Kraśnik.
W latach 1975–1998 miejscowość należała administracyjnie do ówczesnego województwa lubelskiego.

## Osady leśne o nazwie Mosty w gminie Kraśnik
W gminie Kraśnik istnieją dwie miejscowości podstawowe typu osada leśna o nazwie Mosty. Niniejszy artykuł dotyczy osady leśnej, która posiada identyfikator SIMC 0383923. Drugą z nich jest osada leśna Mosty, która posiada identyfikator SIMC 0383930.